# Flocumafen
Flocumafen of flocoumafen is een coumarinederivaat dat gebruikt wordt als rodenticide. Het is een anticoagulans of rattengif van de tweede generatie. Flocumafen is een mengsel van cis- en trans-isomeren.

## Regelgeving
Flocumafen is sedert 1 oktober 2011 in de Europese Unie toegelaten als biocide. Omdat het een mogelijk (zeer) persistente of bioaccumulerende stof is, is de toelatingsperiode beperkt tot vijf jaar. 
De concentratie van de stof in eindproducten mag niet meer dan 50 mg/kg bedragen. De producten moeten een bittere stof en zo mogelijk een kleurstof bevatten.

## Toxicologie en veiligheid
Flocumafen is een zeer toxische stof bij inslikking. De stof is mogelijk persisent en bioaccumulerend. Ze is moeilijk biologisch afbreekbaar en in water is ze zeer stabiel.